# مسجد الشيخ عبد الصمد
مسجد الشيخ عبد الصمد (بالفارسية: مسجد شیخ عبدالصمد) هو مسجد تاريخي يعود إلى عصر الدولة الإلخانية، ويقع في أران وبيدغل.